# LRRK2
LRRK2（leucine-rich repeat kinase 2）は、Dardarin（バスク語で「震え」を意味する"dardara"に由来する）やPARK8（初期にパーキンソン病との関係が明らかにされたことに由来する）の名称でも知られるプロテインキナーゼであり、ヒトではLRRK2遺伝子によってコードされる。LRRK2はロイシンリッチリピートキナーゼファミリーのメンバーである。LRRK2遺伝子の変異はパーキンソン病やクローン病のリスクの増加と関係している。

## 機能
LRRK2は、アルマジロリピート（ARM）領域、アンキリンリピート（ANK）領域、ロイシンリッチリピート（LRR）ドメイン、キナーゼドメイン、GTPアーゼ（ROC）ドメイン、COR（C-terminal of ROC）ドメイン、WD40ドメインを持つ。このタンパク質は主に細胞質に存在するが、ミトコンドリア外膜とも結合している。
LRRK2はパーキンのC末端のR2 RINGフィンガードメインと相互作用し、パーキンはLRRK2のCORドメインと相互作用する。神経芽腫細胞やマウス皮質神経細胞において、LRRK2変異体の発現はアポトーシスによる細胞死を誘導する。
常染色体優性型パーキンソン病への関与が示唆されている変異型LRRK2の発現は、in vivoと培養神経細胞の双方で神経突起の長さや分枝の減少を引き起こす。この効果はマクロオートファジーの変化がその一因となっており、プロテインキナーゼAによるオートファジータンパク質LC3の調節によって阻害される。G2019SやR1441C変異はシナプス後のカルシウムバランスの異常を引き起こし、マイトファジーによって樹状突起からミトコンドリアの過剰な除去をもたらす。LRRK2はシャペロン介在性オートファジー（chaperone-mediated autophagy）の基質でもある。

## 臨床的意義
LRRK2遺伝子の変異はパーキンソン病8型（PARK8）と関係している。
G2019S変異ではキナーゼ活性の亢進がみられ、この変異は白人の家族性パーキンソン病の原因として比較的広くみられる。この変異は孤発性パーキンソン病を引き起こしている可能性もある。変異が生じるグリシン残基は全ての生物種のキナーゼドメインで保存されている。
G2019S変異は、LRRK2遺伝子の変異としてパーキンソン病の原因となることが実証されている少数の例の1つである。G2019S変異は西洋諸国で最も一般的な変異であり、北アメリカの白人のパーキンソン病の全ての症例の約2％を占める。またこの変異は特定の集団に高頻度でみられ、アシュケナジムのパーキンソン病患者の約20%、北アフリカのベルベル人に祖先を持つパーキンソン病患者の約40%に見つかる。
ゲノムワイド関連解析によってLRRK2はパーキンソン病だけでなくクローン病とも関係していることが示されており、この2つの疾患が共通した経路を持つことが示唆されている。

## 関連文献
- “Altered alpha-synuclein homeostasis causing Parkinson's disease: the potential roles of dardarin”. Trends in Neurosciences 28 (8):  416–21. (August 2005). doi:10.1016/j.tins.2005.05.009. PMID 15955578.
- “LRRK2 in Parkinson's disease: protein domains and functional insights”. Trends in Neurosciences 29 (5):  286–93. (May 2006). doi:10.1016/j.tins.2006.03.006. PMID 16616379.
- “PARK8 LRRK2 parkinsonism”. Current Neurology and Neuroscience Reports 6 (4):  287–94. (July 2006). doi:10.1007/s11910-006-0020-0. PMID 16822348.
- “The pleomorphic pathology of inherited Parkinson's disease: lessons from LRRK2”. Current Neurology and Neuroscience Reports 6 (5):  355–7. (September 2006). doi:10.1007/s11910-996-0013-z. PMID 16928343.
- “The importance of LRRK2 mutations in Parkinson disease”. Archives of Neurology 63 (9):  1225–8. (September 2006). doi:10.1001/archneur.63.9.1225. PMID 16966498.
- “Clinical and pathologic features of families with LRRK2-associated Parkinson's disease”. Parkinson's Disease and Related Disorders. (2006). 221–229. doi:10.1007/978-3-211-45295-0_34. ISBN 978-3-211-28927-3. PMID 17017533
- Gasser, T. (2006). “Molecular genetic findings in LRRK2 American, Canadian and German families”. Parkinson's Disease and Related Disorders. 231–234. doi:10.1007/978-3-211-45295-0_35. ISBN 978-3-211-28927-3. PMID 17017534
- “Identification of a common genetic risk variant (LRRK2 Gly2385Arg) in Parkinson's disease”. Annals of the Academy of Medicine, Singapore 35 (11):  840–2. (November 2006). PMID 17160203.